# Il Fatto Quotidiano
Il Fatto Quotidiano (deutsch in etwa: Die täglichen Fakten) ist eine italienische Tageszeitung. Die Zeitung wurde im Jahr 2009 gegründet. Marco Travaglio ist Chefredakteur der Printausgabe, Peter Gomez ist für ilfattoquotidiano.it verantwortlich.

## Geschichte
Die Tageszeitung erscheint seit dem 23. September 2009. Der Name der Zeitung (Die täglichen Fakten) erinnert an den Journalisten Enzo Biagi. Biagi kommentierte von 1995 bis 2002 in einer täglichen Zehn-Minuten-Sendung namens Il Fatto kritisch die politische Situation in Italien. Biagi wurde auf Druck des damaligen Premiers Silvio Berlusconi aus dem Dienst des öffentlich-rechtlichen Fernsehens RAI entlassen. Erster Chefredakteur war der Journalist Antonio Padellaro. Dem Erscheinen der Zeitung ging eine lange Vorbereitungsphase mit der Ankündigung der neuen Zeitung im Weblog voglioscendere.it von Marco Travaglio, einem der Mitbegründer von Il Fatto Quotidiano, voraus.
Das Logo der Zeitung, ein Kind mit einem Megafon, erinnert an die italienische Literaturzeitung La Voce, die Anfang des 20. Jahrhunderts erschien. Mit Hilfe der Website L’Antefatto wurde für die bevorstehende Zeitung Werbung gemacht und wurden Abonnenten rekrutiert. Die Macher des Blattes haben es sich zum Ziel gesetzt, ohne finanzielle Unterstützung durch Dritte zu arbeiten.  Namhafte Journalisten wie Marco Travaglio schreiben in Il Fatto Quotidiano für wenig Geld, weil die Zeitung die Subventionen ablehnt, die der italienische Staat den Medien anbietet.